# Dishoek
Dishoek es una localidad del municipio de Veere, en la provincia de Zelanda (Países Bajos). Está situada al sur de la isla de Walcheren.
- Datos: Q162065
- Multimedia: Dishoek / Q162065